# 주삿포로 미국 총영사관
주삿포로 미국 총영사관(在札幌米国総領事館 자이삿포로베이코쿠소우료우지칸[*], 영어:  Consulate General of the United States in Sapporo, U.S. Consulate General Sapporo)은 미국 국무부가 일본 홋카이도 삿포로시에 설치한 총영사관이다. 1952년 4월 28일부로 개설되었지만 당시 명칭은 주삿포로 미국 영사관(在札幌米国領事館)이며, 1986년 11월 21일 주삿포로 미국 총영사관으로 승격, 오늘에 이른다. 또한 과거에는 이와 관련된 대사관이 이곳이 아닌 하코다테시에 설치한 적이 있었으며, 한 때에는 대리 영사사무소로 운영된 바 있었다. 영사관이 출범되기 직전인 1950년부터 1952년까지는 미국 정부 고문부 삿포로 지부로 기능을 수행한 바 있다.

## 소재지
- 일본어 : 〒064-0821　北海道札幌市中央区北1条西28丁目[3]
- 영어 : Kita 1-jo Nishi 28-chome, Chuo-ku, Sapporo City, Hokkaido 064-0821[4]

## 관할 구역
관할 구역은 영토 분쟁 지역인 남쿠릴 열도(하보마이 군도, 시코탄섬, 쿠나시르섬, 이투루프섬 등)를 제외한 홋카이도 일원이다.

## 같이 보기

### 일반 주제
- 주일본 미국 대사관
- 미국-일본 관계

### 일본에 설치한 미국 영사관
- 주오사카·고베 미국 총영사관
- 주오키나와 미국 총영사관
- 주나고야 미국 영사관
- 주후쿠오카 미국 영사관

### 기타 주변 국가에 설치된 미국 영사관들
- 주부산 미국 영사관
- 주상하이 미국 총영사관(영어판)
- 주광저우 미국 총영사관(영어판)
- 주선양 미국 총영사관(영어판)
- 주우한 미국 총영사관(영어판)
- 주청두 미국 총영사관 (폐쇄)
- 주홍콩·마카오 미국 총영사관(영어판)
- 주호찌민시 미국 총영사관(영어판)
- 주블라디보스토크 미국 총영사관

### 삿포로시에 설치한 다른 영사관
- 주삿포로 대한민국 총영사관
- 주일 타이베이 경제문화대표처 삿포로 분처